# Elektronegativiteit

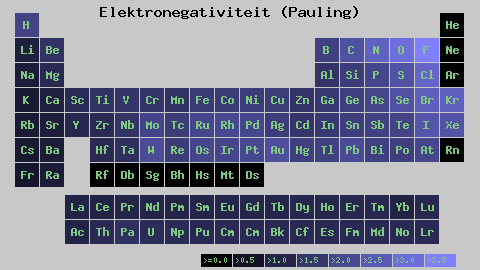
Elektronegativiteit in het periodiek systeem

De elektronegativiteit (EN) of elektronegatieve waarde (ENW) is een maat voor de neiging van een atoom, dat een chemische binding aangaat met een ander atoom, om de gezamenlijke elektronenwolk naar zich toe te trekken.
De elektronegativiteit van een element neemt diagonaal toe in het periodiek systeem. Francium en cesium (linksonder) hebben de laagste elektronegatieve waarde, fluor (rechtsboven) de hoogste.
Wanneer waterstofgas (H2) en fluorgas (F2) met elkaar reageren ontstaan twee moleculen waterstoffluoride (HF):
{\displaystyle \mathrm {H_{2}\ +\ F_{2}\ \longrightarrow \ 2\ HF} }
Wanneer twee atomen van een zelfde chemisch element een molecuul vormen, bijvoorbeeld een waterstofmolecuul (H-H) of een fluormolecuul (F-F), dan trekken beide atomen met evenveel 'elektronische kracht' aan de gemeenschappelijke elektronenwolk. De elektronenwolk is dan perfect symmetrisch verdeeld binnen het molecuul, dat daardoor geen permanent dipoolmoment (μ) bezit: de gevormde chemische binding is strikt covalent. De binding tussen atomen van twee verschillende chemische elementen, zoals in het HF-molecuul, is polair: de elektronenwolk trekt meer naar het fluoratoom dan naar het waterstofatoom. Statistisch gesproken bestaat het polaire molecuul voor een deel van de tijd uit een H+- en een F−-ion. Het waterstofatoom doneert zijn elektron tijdelijk aan het fluoratoom, als gevolg van de verschillen in ionisatiepotentiaal en elektronenaffiniteit. Dit werd door Linus Pauling vervat in één begrip: de elektronegativiteit.

## Elektronegatieve trends in het periodiek systeem
De elektronegativiteit van de periodiek gerangschikte elementen laat een duidelijke trend zien. Van links naar rechts in een periode stijgt de elektronegativiteit. Dit komt omdat de elementen rechts in de tabel meer protonen bezitten, zodat de atoomkern een grotere aantrekkingskracht op de elektronenschillen heeft. De elektronenschillen liggen daarom dichter bij de atoomkern, en de atoomstraal is kleiner. Als de schillen dichter bij de kern liggen, waar de aantrekkingskracht van de protonen groter is, worden "vreemde" elektronen makkelijker ingevangen.
Van boven naar beneden in dezelfde groep daalt de elektronegativiteit. Meer in het algemeen stijgt de elektronegativiteit diagonaal van linksonder naar rechtsboven in het periodiek systeem. Linksonder zijn de metalen te vinden, elementen met een relatief lage elektronegativiteit. Rechtsboven bevinden zich de metalloïden en niet-metalen, met een relatief hoge elektronegativiteit.
Bij samengestelde stoffen bepaalt het verschil in elektronegativiteit tussen de twee atomen het karakter van de chemische binding. Atomen met onderling een groot verschil in elektronegativiteit (vooral metalen met niet-metalen) vormen ionaire bindingen. Atomen met een klein verschil in elektronegativiteit vormen covalente bindingen. Bij covalente verbindingen geldt dat hoe kleiner het verschil in elektronegativiteit is, des te zwakker de polariteit van de binding. Atomen van hetzelfde element hebben dezelfde elektronegativiteit en vormen apolaire covalente bindingen.

## Elektronegativiteit volgens Pauling
Linus Pauling heeft een manier ontwikkeld om deze eigenschap, per scheikundig element, in een getal uit te drukken (te kwantificeren), en om de grootte van de dipool van het gevormde molecuul te voorspellen. Hij ging uit van de dissociatie-energieën van de drie moleculen, in het hierboven gegeven voorbeeld van HF: D(HH), D(FF) en D(HF). Deze zijn goed meetbaar. Indien de verbinding van twee elementen ook zuiver covalent is, is de dissociatie-energie bij benadering het geometrische of meetkundige gemiddelde van die van de elementen:
{\displaystyle E_{\mathrm {covalent} }={\sqrt {D(\mathrm {HH} )D(\mathrm {FF} )}}}
In het geval van HF is dat echter zeker niet het geval. We kunnen dan een mate van ioniciteit definiëren:
{\displaystyle E_{\mathrm {ionogeen} }=D(\mathrm {HF} )-{\sqrt {D(\mathrm {HH} )D(\mathrm {FF} )}}}
Het blijkt proefondervindelijk dat wanneer twee-atomige moleculen bestaande uit combinaties van verschillende elementen vergeleken worden, de vierkantswortel van Eionogeen bij benadering additief is. Zo is de schaal van Pauling ontstaan, waarbij aan ieder element een elektronegativiteit χX wordt toegekend. In goede benadering kan voor H-F Eionogeen1/2 gevonden worden uit:
{\displaystyle {\sqrt {E_{\mathrm {ionogeen} }}}=K\cdot |\chi _{\mathrm {H} }-\chi _{\mathrm {F} }|}
Bovendien is de factor K zo gekozen dat χH-χF bij benadering de dipool van het molecuul in debye geeft (1 debye = 3,336 10−30C·m).
Voor HF vinden we Eionogeen1/2= K|χH-χF| = 10*|2,20-3,98| = 17,8 kJ en μ = 1,78 D. De gemeten waarde voor HF is μ = 1,91 D. Dit betekent dat waterstoffluoride ongeveer 1,78/1,91 of 93,19% ionair karakter en slechts 6,81% covalent karakter bezit.

## Tabel van elektronegativiteit volgens Pauling
In onderstaande figuur zijn de waarden volgens de Paulingschaal weergegeven.

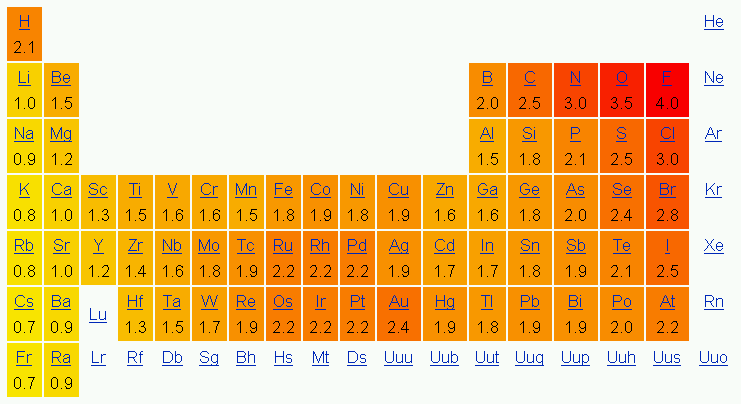
Periodiek systeem met aanduiding van de elektronegativiteit per element.

## Vuistregels
Als vuistregels wordt veelal onderstaand systeem gehanteerd:
| Δ ENW            | Type binding tussen 2 atomen |
| ---------------- | ---------------------------- |
| ΔENW > 1,7       | Ionaire binding              |
| 0,4 ≤ ΔENW < 1,7 | Polair covalente binding     |
| ΔENW < 0,4       | Apolair covalente binding    |

Voorbeelden:
- Waterstofchloride (HCl) is een polair covalente binding, want ΔENW = ENW(Cl) - ENW(H) ~ 1. Toch mag men niet zeggen dat HCl volledig polair covalent is. Aan de hand van het experimenteel bepaalde en het theoretisch berekende dipoolmoment kan men bepalen hoeveel procent polair covalent en ionair karakter HCl bezit. Uit deze berekeningen blijkt dat HCl ongeveer 16,9% ionair is en 83,1% (polair) covalent. Zoutzuur is dus overwegend covalent, maar niet volledig.
- Natriumchloride (NaCl) is ionair, want ΔENW = 2,23.
- Waterstofgas (H2) is apolair covalent, want ΔENW = 0.